# Ирман, Андрей Аврамович
Андрей Аврамович Ирман (? — после 1795) — русский военный и государственный деятель, генерал-майор (1764), генерал-поручик (1773), командир над уральскими Гороблагодатскими заводами (1763—1769) и главный начальник алтайских Колывано-Воскресенских (1769—1779) казённых металлоплавильных заводов.

## Биография
Немец по происхождению. В русскую службу вступил в 1742 году. Во время Семилетней войны в чине полковника был помощником генерал-квартирмейстера русской армии. В 1763—1764 годах в чине полковника исполнял обязанности коменданта крепости Святой Елисаветы (Новоархангельск). 
К концу 1763 года Гороблагодатские заводы, основанные в 1735 года и дважды переходившие из ведения казны в частные руки и обратно, пришли в совершенное расстройство, были конфискованы в казну у частного владельца, графа А. П. Шувалова и переданы в подчинение Берг-коллегии. Руководство ими было поручено Ирману, должность которого теперь называлась так: «главный над Горо-Благодатскими и Камскими заводами командир». 
Ирман управлял казёнными Гороблагодатскими и Камскими заводами с 1764 по 10 января 1769 года и ценой нещадной эксплуатации крестьян и заводских рабочих достиг значительных успехов. К трём уже существовавшим заводам, Кушвинскому, Верхнетуринскому и Серебрянскому, в 1766 году был прибавлен завод Нижнетуринский. По решению Ирмана заводские служители и мастеровые были избавлены от необходимости платить подушную подать, а крестьяне, приписанные к заводам, изъяты из ведения губернских канцелярий во всех делах, кроме уголовных, и теперь подчинялись почти исключительно заводскому начальству. Исправление старых и прокладка новых дорог позволила ускорить доставку металла в Москву и Санкт-Петербург.
В 1769 году Ирман был назначен главным начальником Колывано-Воскресенских заводов. Приняв эти заводы от А. И. Порошина уже в весьма хорошем состоянии, Ирман за следующие десять лет улучшил их ещё более: среднегодовая выплавка серебра достигла за это время 1072 пудов, а в 1774 году поднялась даже до 1277 пудов — наивысшей цифры, когда-либо достигавшейся на этих заводах. В 1771 году на реке Томь был построен и пущен в эксплуатацию Томский железоделательный завод, который заменил Ирбинский завод, проданный в частные руки. Главною целью постройки этого завода, обрабатывавшего железные руды, богатые залежи которых были незадолго перед тем открыты в Кузнецком уезде, было сокращение времени перевозки железа и чугуна и приближение места их производства к ceреброплавильным заводам. Можно сказать, что начало тяжёлой промышленности Кузбасса было положено деятельностью Ирмана. 
В 1775 году Ирман построил  на Алтае ещё один завод, Алейский, предназначенный для выплавки свинца из бедных серебром руд Змеиногорского и Семёновского рудников. Но усиленная разработка одних лучших руд истощила богатейшую часть Змеиногорского рудника, так что в последний год управления Ирмана (1778) производительность заводов понизилась до 913 пудов серебра. 
В то же время, при Ирмане были впервые проведены подробные топографические работы и нанесены на карту окрестности Колывани, а в Змеиногорске подлекарем Андреевым 69 человек были привиты от оспы, в рамках первой в истории Российской империи кампании по вакцинации.
В 1773 году Ирман был произведён в генерал-поручики, однако жалобы алтайских заводских крестьян на чрезмерную эксплуатацию их труда вкупе с падениям выплавки серебра привели в 1779 году к отставке Ирмана. 
В том же году был издан Высочайший манифест, в котором императрица Екатерина Вторая более точно определила объём работ, который можно поручать заводским крестьянам. По предположению дореволюционного исследователя С. Н. Кулибина, манифест был выпущен в связи с предшествующими действиями Ирмана на Колыванских заводах, однако публично об этом в манифесте не объявлялось.
Дальнейшая судьба Ирмана неизвестна.

## Награды
- Орден Святой Анны (24.08.1769)[5]